# Аніношань
Аніношань, Аніношані (рум. Aninoșani) — село у повіті Димбовіца в Румунії. Входить до складу комуни Киндешть.
Село розташоване на відстані 98 км на північний захід від Бухареста, 24 км на північний захід від Тирговіште, 139 км на північний схід від Крайови, 71 км на південний захід від Брашова.

## Населення
За даними перепису населення 2002 року у селі проживали 108 осіб, усі — румуни. Усі жителі села рідною мовою назвали румунську.